# Brésilianiste
Un brésilianiste (en portugais, brasilianista) est un professeur ou chercheur qui se consacre aux études brésiliennes. Cela peut inclure des enseignants de langue, de littérature brésilienne, civilisation et culture du Brésil ou de l'Histoire du Brésil, mais aussi des chercheurs et professeurs de domaines dont la science politique, l’anthropologie et d'autres sciences sociales, ou même des sciences dures, qui ont le Brésil comme leur principal objet d'étude.
Le brésilianisme s'est fortement développé à partir du XXe siècle, d'abord aux États-Unis (où le concept de Brazilianist se serait répandu à partir des années 1970), en Europe et en Amérique latine. À partir des années 1980, le Brésil s'affirmera pour des chercheurs étrangers comme un partenaire scientifique, offrant la possibilité d’expérimenter de nouveaux modèles d’analyse.
En 2019, l'ambassade du Brésil à Paris a recensé près de 200 brésilianistes en activité en France. Une cartographie des études lusophones, dont les études brésiliennes, a alors été mise en ligne, de façon à identifier, rendre publics et permettre la mise en contact de ces enseignants et chercheurs brésilianistes.